# 梅德韋季哈
49°53′12″N 28°13′48″E / 49.88667°N 28.23000°E
梅德韋迪哈（烏克蘭語：Медведиха），是烏克蘭北部的村莊，隸屬日托米爾州的別爾季切夫區。該村面積0.37平方公里，海拔高度261米，2001年人口95人，人口密度每平方公里258.86人。